# 무기용 핵분열 물질 생산금지 조약
무기용 핵분열 물질 생산금지 조약(Fissile Material Cutoff Treaty, FMCT)는 무기용 우라늄과 플루토늄 등 핵무기용 핵분열성 물질의 생산을 금지하자는 조약이다.